# NGC 1454
NGC 1454 je zvijezda u zviježđu Eridanu. 

## Vanjske poveznice
- SEDS: NGC 1454